# Chiroderma doriae
Chiroderma doriae är en fladdermusart som beskrevs av Thomas 1891. Chiroderma doriae ingår i släktet Chiroderma och familjen bladnäsor. IUCN kategoriserar arten globalt som livskraftig. Inga underarter finns listade i Catalogue of Life.
Arten blir med svans 70 till 80 mm lång och den har 51 till 55,5 mm långa underarmar samt 19 till 21,5 mm långa öron. Bakfötternas längd är 10 till 12 mm. Två exemplar vägde nästan 20 g. Kännetecknande är en gulaktig kant på öronen samt ljusbrun päls med gråa hårspetsar på den del av flygmembranen som ligger mellan bakbenen. Liksom några andra arter i samma släkte har Chiroderma doriae ljusa strimmor från nosen över ögonen till öronen. Pälsen på ovansidan är hos honor och unga hannar vanligen ljus gråbrun och undersidan är täckt av gråaktig päls, ibland med gul skugga hos unga hannar. Äldre hannar har en mörkare gråbrun till rödbrun päls på ovansidan, ibland med några gulaktiga ställen, och undersidan är lika som hos de andra individerna. I varje käkhalva finns 2 framtänder, en hörntand, 2 premolarer och 2 molarer, alltså 28 tänder.
Denna fladdermus förekommer i östra Paraguay, södra Brasilien och kanske i nordöstra Argentina. Habitatet utgörs av olika slags skogar och av områden med fruktträdodling. Arten besöker även stadsparker. Troligen finns en fast parningstid men det behövs mer forskning för att bekräfta det. Chiroderma doriae äter frukter.
Individerna är aktiva mellan skymningen och gryningen.
Artepitet doriae i det vetenskapliga namnet hedrar Marquis G. Doria som naturforskare och en nära vän till Oldfield Thomas.